# سلسله ملوک مکران
ملوک مکران یا مَلِک های مکران یک دودمانی بلوچ تبار حاکم بر سلطنت مکران(بلوچستان) در عهد اسلامی بودند که به علت لقب حاکمان این سلسله نام کلی «ملک» را بر ایشان اعطا نمودند و بر وجه سکونت در مکران از ایشان با نام ملوک مکران یاد می‌کنند. آنچه که قابل توجه است انتساب این خاندان مهم و اشرافی بلوچ به خاندان اشرافی دیگری در دوران خلفای عباسی است که از آن تحت عنوان خاندان معدانی بلوچ یاد می‌شود. آن‌ها در واقع حاکمان بلوچی بودند که برای نزدیک به ۱۰۰ سال از آغاز قرن ۳ ه‍.ق تا آغاز قرن ۴ ه‍.ق حکومت بر مکران را بر عهده داشتند.
خاندان ملک بلوچ به عنوان حاکمان مکران به مرکزیت کیچ مکران برای مدتی از سال ۱۲۰۰ تا ۱۶۲۲ یا ۱۶۲۸ میلادی بر سرتاسر سرزمین بلوچستان، مکران شرقی و غربی، بخش‌های از کرمان و بنادر خلیج، هرمزگان فعلی، تا حدود قلات در بلوچستان پاکستان و نواحی جبال القفص (کوه کوچ و بلوچ) و جبال بارز (برز کوه) در کرمان حکمرانی کردند. آنها یکی از خاندان‌های اصیل، کهن و با ریشه اشرافی و سلطنتی بین بلوچان مکران زمین بودند که اصالت و تبار آنها به خاندان‌های سلطنتی بلوچ در عهد خلفای عباسی و اموی بازمی‌گشت.

## اصالت و تبارنامه
ملوک مکران به عنوان یک خاندان مهم بلوچ تبار در مکران زمین از آغاز قرن ۱۲ تا نیمه اول قرن ۱۶ میلادی به مدت ۴۰۰ سال حکومت را در دست داشتند. آنها گاهی با استفاده از ضعف و سستی دولت مرکزی ایران خود را مستقل معرفی کرده و مجدداً در هنگام اقتدار دولت مرکزی خراجگزار و تابع اوامر ایشان بودند. عده ای قلیل التعداد باور بر اشتراک نسب بین ملوک مکران و ملوک سیستان دارند!متأسفانه تنها استدلال ایشان برای بیان این ادعا فقط و فقط تشابه اسمی بین نام دو سلسله و خاندان ممدوح است که سوای آن به مطلبی با این مضمون نیز متکی هستند:
_ روزگاری شاید اجداد ملوک مکران از سیستان به مکران آمده و یحتمل از ابناء همان ملوک صفاری سیستان می‌باشند!
پس از بررسی‌های متعدد نسب شناسان آنچه که به عنوان نتیجه اعلام شد انتساب خاندان ملوک مکران به خاندان معدانی بلوچ است که آنها از ۳۰۴ تا ۴۰۵ ه‍.ق بر مکران حکومت نمودند. اما چگونگی مهاجرت ایشان به سیستان را از منابع دیگری می‌توان یافت که چنین نقل می‌کنند: «در عهد هجوم اقوامی بیگانه نظیر ترک یا مغول بر مکران و خلع سلاطین طیفوری بلوچ از حکومت مکران جمیع خاندان‌های سهیم در حکومت مکران که ۴۴ قبیله بلوچ بودند به رهبری یک بانوی قدرتمند بلوچ از شاهزادگان خاندان طیفوری بلوچ موسوم به گل چهرگ عازم کرمان گشتند و برای یک نسل در کرمان ماندگار شدند. چون مردان جنگجوی بلوچ توسط مهاجمان در مکران بقتل رسیده بودند اکثر بزرگ سالان در این مهاجرت زن‌ها بودند و کودکانی با خود داشتند که پسر بچه‌ها و دختران آنها بودند. حاکم کرمان از در مصالحت با ایشان درآمد چراکه بین ایشان مردی نیافت و به این فکر بود که چون بلوچان بمانند سابق مردانی برای تعرض و چپاول ندارند دیگر نمی‌توانند مشکل ساز شوند. او با اسکان بلوچ‌ها در کرمان موافقت کرد و اندکی بعد از رهبر آنها بانو گل چهرگ تعداد ۴۰ دختر طلب کرد تا آنها را به سن ازدواج رسانیده و با مردانی از اشراف کرمان به ازدواج وادارد سپس از آنها نسلی پرورش داده و لشکری از ایشان که اسوه جنگاوری هستند در سپاه خویش داشته باشد. چون بلوچ‌ها به غیر بلوچ دختر نمی‌دادند گل چهرگ با قوم خود مشورت کرده فرمودند شما شب هنگام به سمت سیستان بیرون شوید تا من چهل پسربچه را لباس و نقاب زنانه بپوشانم نزد حاکم برم چون اون تا متوجه این فریب شود ما به سیستان رسیده‌ایم و آسوده می‌شویم از این موضوع مهم. پس چنین کرد و خود با ۴۴ قبیله بلوچ راه سیستان را پیش گرفت. در این وقت او فوت نمود و بانوی دیگری از بلوچان و اشراف زادگان ایشان به رهبری گماشته شد که وی را سهرتاج خوانند و اندرین راستا نوشته‌اند که سهرتاج لقب اوست. بهرطریق آنها چند مدت در سیستان بماندند و چون حاکم برای ایشان مردانی بالغ نیافت آسوده شد که اینها دیگر در غارت و چپاول بی آزارند و کسی را نمی‌آزارند پس اینان را مجوز اسکان داد تا آنکه ملک بدرالدین حاکم سیستان بمرد و بجای او پسرش ملک شمس الدین حاکم شد در این وقت مردان بالغ در بین بلوچان حضور داشتند و او از بیم آنکه بلوچان علیه او قیام کنند و به مشورت وزرای خود دستور خروج بلوچان از مملکت سیستان را داد. در این وقت ۴۴ قبیله بلوچ که پیشتر ذکرشان رفت همراه رهبر جدید خود که جوانی از اشراف زادگان بلوچ بود عازم بمپور در بلوچستان شدند. منابع و مدارک تاریخی رهبر آنها را میر جلال الحق خان نام می‌برند. او به علت سکونت در بمپور لقب بمپوری را دریافت نمود. از همراهان وی ملک تاج الدین یکم و تنی چند از رهبران بلوچ را می‌توان نام برد که در تمام مدت آوارگی از مکران تا کرمان و سپس سیستان و در نهایت بمپور همراه او و اجدادش بودند»
با این وجود ماجرای مهاجرت اجداد ملوک مکران از سیستان به مکران چنین گفته می‌شود و همواره این داستان در بین بلوچان مکران نقل می‌شود.

## حکمرانی در مکران
پس از آنکه قبایل ۴۴ گانه بلوچ که پیش از هجوم اقوام بیگانه به مکران در راس قدرت قرار داشتند حاکم وقت به فکر چاره ای افتاد تا بتواند این قبایل را بنوعی مطیع خود گرداند. از این رو میرزا جهان بیک خان مغول حاکم مغولی کیچ و مکران از سردار بلوچان میر جلال الحق خان دعوت کرد تا به دربار او در کیچ بیاید و عرض سلام بنماید. میر جلال در سال ۱۰۹۷ م به کیچ نزد میرزا جهان بیک خان مغول آمد و پس از مذاکرات مهمی از سوی خاندان حاکم بر مکران به عنوان داماد پذیرفته شد، میرزا جهان بیگ خان برای آنکه بتواند قدرت قبایل بلوچ را در دست خود داشته باشد مجبور شد دخترش بی بی فاطمه بیگم را به نکاح رهبر بلوچان درآورد. اما این سیاست و تدبیر او تنها مدتی کوتاه مانع قیام مردم بلوچ علیه حکومت وی شد چراکه میر جلال بلوچ همراه لشکریان خود تنها با هدف بازستاندن حکمرانی مکران که سابق در دست اجدادش بود به دربار او آمد و از جانبی دست اتحاد به سوی حاکمان راجپوت در عمرکوت و راجپوتانا دراز کرد. از طرفی راجای عمرکوت که یک حاکم راجپوت سیاستمدار بود از میرجلال رهبر مردم بلوچ درخواست کرد تا با یکی از شاهزادگان راجپوت ازدواج کند به این سبب میرجلال بلوچ برای بار دوم یک ازدواج سیاسی را تجربه کرد به این طریق او بی‌بی عجبه راجپوت جودهپوری را به نکاح خود درآورد. پس از برنامه‌ریزی برای قیام علیه مغولان حاکم بر مکران آنها بوسیله لشکری بزرگ و جنگاور به قلعه میری کیچ حمله کردند و میرزا جهان بیگ خان مغول را از قدرت خلع کرده مقتول ساختند. مردم بلوچ که تا پیش از این میرجلال الحق خان را با لقب بمپوری می‌شناختند زین پس او را به پاس نجات دادنشان از دست مغول با لقب افتخاری «ناجی» خواندند و به حکومت موروثی وی بر مکران نشاندند. ملک تاج الدین ابوالمکارم یکی از پسران ملک خسرو بن ملک حسن نیز به عنوان شریک حکومتی او بر سایر بخش‌های مکران حاکم گردید.
پس از آنکه ملک تاج الدین یکم ملقب به ابوالمکارم در ۱۲۵۸ میلادی درگذشت برادرش ملک ناصرالدین / ملک نصرت الدین جانشین او گردید. چون او به دربار ملکه ترکان خاتون به کرمان دعوت گردید وی را چنین معرفی کردند: «پهلوان ملک ناصرالدین سلطان‌کیچ، خسرومکران، ابوالخطاب، معزالدین». لازم است ذکر شود او چند صباحی در سلک مهمانان مهم ملکه ترکان خاتون در کرمان بود. از بین چندین پسر ملک ناصرالدین ممدوح که عبارتند از:ملک‌زاده تاج الدین ثانی، ملکزاده معزالدین سنجرشاه، ملکزاده قطب الدین سلطان شاه، ملکزاده ناصرالدین محمد. تنها ملک تاج الدین ثانی ملقب به ملک دینار بزرگ جانشین او گردید و حاکمان بعدی از فرزندان و نوادگان وی انتخاب شدند. مارکوپولو جهانگرد و سیاح مشهور در زمان حکومت ملک تاج الدین ثانی به مکران آمد و شرح مسافرت خویش را در کتابش نوشت او از کل مملکت مکران با عنوان «کیس مکوران» یاد می‌کند. این عبارت حالت دگرگون شده کیچ مکران می‌باشد. در سال ۱۲۹۳ م مصادف با ۶۹۳ ه‍.ق ملک تاج الدین ثانی از حکومت کناره‌گیری کرد و پسرش ملک لهداد (الله داد) جانشین او شد. وی بلافاصله پس از تخت‌نشینی در مکران پایتخت خود را از کیچ به بمپور تغییر داد به این جهت او بهمراهی خاندان سلطنتی و دیگر خادمان و وزرا عازم بمپور گردید. گسترش قلمرو حکومتی مکران به روزگار او مجدداً از سر گرفته شد تا آنجا که وی میناب را متصرف شده و آن وادی را مرز خود با دولت‌های همسایه می‌دانست. پس از او پسرش ملک کیچکی ملقب به ملک ناران جانشین او شد اندکی بعد از او پسرش ملک شاه حسین اول بر تخت حکومت تکیه زد و با لقب ملک سلیمان معروف شد. ملک نظام الدین یحیی فرزند ملک محمود سیستانی به علت آنکه در مقابل قوای سید احمد از سرداران حکومت تیموریان شکست خورده بود به جانب بلوچستان پناهنده شد او شتابان نزد ملک شاه حسین بلوچ به بمپور آمد. از دیگر اتفاقات مهم این دوره انقراض حکومت طولانی مدت خاندان هوت بلوچ بر کیچ مکران بود آنها از روزگار میر جلال الحق خان ناجی تا سال ۸۸۶ ه‍.ق بر کیچ مکران حاکمیت داشتند در این زمان به علت شکست در مقابل سپاهیان ملوک مکران به قلمرو کوچک خود در بنادر مکران به مرکزیت کلمت بسنده نمودند. مطابق منابع معتبر در نبردی که بین ملکزاده سعید خان بلوچ و میر اسحاق خان، میر اسماعیل خان پسران هوت عمر در کیچ رخ داد سپاهیان ملک بر هوت‌ها چیره شده آنها را از حکومت کیچ مکران خلع نمودند و برای اولین بار قلمرو کلمتی‌ها به دست ملوک فتح شد. در سال ۹۲۷ ه‍.ق ملک شاه حسین اول وفات نمود و پسرش ملک ضیاءالدین جانشین او شد. با گذشت چندین نسل از حکومت ملوک فردی دیگر از آنها به نام ملک زاهد بر قلمرو اجدادش حاکم گردید و در ۱۵۴۷ م وفات یافت. معروف‌ترین حاکم سلسله ملوک مکران که از او با نام ملک دینار بزرگ یاد می‌کنند از سال ۱۵۴۷ م جانشین پدر شد و برای مدت ۶ سال تا ۱۵۵۳ م حکومت را در دست داشت. شاهد عدل یا شاهد عادل لقب او بود که بر روی نگین انگشتر وی نقش بسته بود. برج ملک دینار در قلعه بمپور از یادگاری‌های اوست. همچنین وی در مقابل شاه قلی سلطان حاکم کرمان به روزگار پادشاهی شاه طهماسب صفوی ایستادگی کرد تا آنجا که دو تن از خواهرزادگان وی نیز در راه دفاع از بلوچستان مقتول شدند. شعر زیر در کتاب تاریخ و جغرافیا بلوچستان در مدح ملک دینار بزرگ حاکم مکران می‌باشد:
| زد تیغ ملک بر سر دشمن ملک دینار |  | با دولت گفت رونقی با دینار |
| گَرَم بخشند پادشاهان دینار        |  | جان می‌بخشد خسرو دینار      |

سجع نگین و خاتم ملک دینار بزرگ به نقل از روزنامه ملا جلال یا تاریخ عباسی چنین نقل می‌شود :
| خداوند جهان را گر نبودی ملک بسیاری |  | ندادی کیچ و مکران را چنین ارزانی به دیناری |

پس از ملک دینار بزرگ چندین حاکم دیگر از این سلسله بلوچ تبار بر مکران چیره شدند که عبارتند از: ملک جلال الدین از ۱۵۵۵ تا ۱۵۶۵ م، ملک محمد شاه از ۱۵۶۵ تا ۱۵۸۰ م، ملک شاه مظفر از ۱۵۸۰ تا ۱۵۹۱ م، ملک شاه حسین دوم از ۱۵۹۱ تا ۱۶۰۰ م، ملک فرخ جهانگیر از ۱۶۰۰ تا ۱۶۱۴ م، ملک میرمحمد از ۱۶۰۹ تا ؟، ملک شمس الدین اول از ۱۶۰۹ تا ۱۶۱۸ م، ملک میرزا یکم، ملک بهادر، ملک میرزا دوم که آخرینِ ملوک مکران در کیچ مکران بود و در روزگار او مذهب ذگری در مکران شیوع یافته مرشد آنان شی بوسعید بلوچ از طایفه بلیدیی در دربار کیچ صاحب مقام و منزلت بود.

### بلیدیی‌ها
خاندان ممدوح بلیدیی بلوچ یکی از قبایل کهن و اصیل بلوچ در مکران است که اکثراً نوادگان فردی بنام شی بوسعید بلوچ هستند. او یکی از درباریان والامقام ملک میرزا ثانی حاکم مکران بود که بتازگی بنابر تعالیم جدیدی که دیده بود معتقد بر کیش و مذهب جدید ذگری گشته بود. او به جهت موقعیت طایفه ای که به عنوان سردار چند قبیله بلوچ معرفی می‌شد از طرف پیروان آئین ذگری به عنوان رهبر و مرشد ایشان انتخاب شد. بلیدیی‌ها بر وجه سکونت در وادی بولی ده (بُلیده) واقع در مکران به نام بلیدیی معروف شدند. شی بوسعید بلوچ در اواخر سال ۱۶۲۲ یا بقولی دیگر ۱۶۲۷ میلادی به دلیل گرایشات مذهبی خود با ملک مکران به مشکل برخورد که این موضوع سرآغاز یک اختلاف عظیم گردید.

### گیچکی‌ها
گیچکی‌ها یکی از قبایل بلوچ ساکن در مکران هستند که اجداد آنها از راجپوتانا به مکران آمده بودند. مورخان متعددی این روایت را نقل می‌کنند که حدود چهل تن از مردان راجپوت از راجپوتانا به مکران می‌آیند که روزی ایشان هدف‌هایی را گماشته و به سمت آنها تیراندازی می‌کردند ناگاه فقیری از مقابل هدف‌ها گذشت و تیر یکی از ایشان به پای آن فقیر اصابت کرد چون دیگر مردم جمع شدند خواستند تیر را از پای او بیرون بکشند که آن مرد کماندار سر رسیده گفت اگر چنین کنید به‌ناچار پای او را هم باید ببرید چراکه تیر ما بیرون نمی‌آید! پس او با روشی که خود می‌دانست تیر بیرون آورد و اندکی بعد از بهبودی آن فقیر استغاثه به نزد ملک میرزا ثانی حاکم مکران برد که دادخواهی او از ایشان ستاند. ملک میرزا در عقب او رفت و بر تمام ایشان تاخت و کسی را زنده نگذاشت مگر دو طفل شیرخوار که سرداران بلوچ همراهش شفاعت ایشان کردند. اندک زمانی گذشت و آن دو طفل بزرگ شدند روزی هردوی آنها را ملک بازخواست و مملکت گیچک را عوض خون پدران شان به آنها بخشید.
چون این دو طفل بر مملکت گیچک استوار شدند در دل کینه ای از ملک میرزا ثانی داشتند که پدران آنها را ظالمانه در انتقام یک تیر بکشت و سپس چنین مملکت مخروبه ای به آنها بخشید تا بگویند او عادل است نه ظالم! به این ترتیب گیچکی‌ها مدام منتظر فرصتی بودند تا علیه ملک میرزا ثانی قیام کنند و به علت جمعیت اندک خویش بدنبال متحدی قدرتمند بودند.

### قیام علیه ملوک مکران، بلیدیی و گیچکی
پس از کش و قوس‌های فراوان شی بوسعید بلوچ از خاندان بلیدیی که مدتی پیش به نزاع با ملک برخاسته بود با اطلاع از وضعیت گیچکی‌ها پنهانی به سراغ ایشان رفته و علیه حکومت وقت با آنها متحد شد. چون هر دو گروه در جنگاوری اسوه روزگار بودند با خود عهد کردند پس از پیروزی بر ملک و خاندان وی حکومت مکران به مرکزیت کیچ در دست خاندان بلیدیی باشد و تنها اراضی حاصلخیزی در اختیار گیچکی‌ها قرار داده شود. آنها از جاسوسان خود با اطلاع شدند که ملک میرزا ثانی در روز ۲۸ مارس ۱۶۲۸ (یا بقولی دیگر ۱۶۲۳) از راه پشامگ عازم بمپور است و در این مسافرت تعداد افرادی که او را همراهی می‌کنند حدوداً ۱۵ نفر بیش نیستند! به این جهت شی بوسعید بلیدیی و سردار جلب گیچکی با تعدادی از جنگاوران خود در راه پیشامگ کمین زدند و منتظر رسیدن موعد بودند. از قضا ملک میرزا ثانی و همراهانش در دام آنها افتادند و همه کشته شدند به سرعت شی بوسعید و همراهانش به قلعه میری کیچ محل اسکان خاندان سلطنتی هجوم برده پس از محاصره بر قلعه چیره شدند با این اتفاق حکومت ملوک از مکران برچیده شد و بجای آن در این تاریخ سلسله جدیدی موسوم به بلیدیی بلوچ حاکم شدند. گرچه بعدها بین شی بوسعید حاکم مکران و سرداران کیچکی نفاق بلند شد و در نبردی که بین ایشان رخ داد گیچکی‌ها شکست خوردند اما بازهم اقتدار بلیدیی‌ها تا قرن ۱۷ میلادی مدت ۱۰۰ سال بر مکران به مرکزیت کیچ ادامه یافت. پس از این واقعه حکومت ملوک از کیچ و مکران برچیده شد و قلمرو محدود تری به مرکزیت بمپور تحت اختیار آنها باقی ماند که تا قرن ۱۸ میلادی بر آن حاکم بودند. آخرین حاکم ملوک در بمپور فردی بنام ملک شاه عالم بود او توسط سرداران خود از خاندان‌های نارویی و باران‌زایی بلوچ از قدرت خلع گردید و برای بار دوم این خاندان از قدرت خلع شدند.